# Aérea Negrot
Daniele Gallegos (Caracas, 9 de octubre de 1980-Berlín, 11 de octubre de 2023) conocida por su nombre artístico Aérea Negrot, fue una cantante, compositora, DJ y música electrónica germano-venezolana, miembro de la banda Hercules and Love Affair. 

## Biografía
Nacida en Caracas en una familia de bailarines profesionales, tras una lesión abandonó el ballet para iniciar su carrera musical.
En 2004 lanzó el álbum colectivo La Disco junto a Fata Kiefer y Milton Fermat, bajo el nombre de “La Familia Feliz”. Posteriormente, se formó en el London Centre of Contemporary Music y en 2008 se incorporó al grupo Hercules & Love Affair, cantando en varios temas de su segundo álbum Blue Songs (2011).
En 2011 lanzó su álbum Arabxilla con la discográfica BPitch Control, con la que continuó colaborando en los años siguientes.A lo largo de su trayectoria, Negrot realizó numerosas remezclas y participó en diferentes compilaciones. La mayor parte de su carrera se desarrolló en Berlín, donde era una miembro destacada de la escena electrónica local.  Su música mezclaba elementos del techno, el cabaret y el pop, y estaba influida por el teatro y la música de baile.En 2022 su música formó parte de la instalación El cristal es mi piel, realizada por las artistas Pauline Boudry y Renate Lorenz para el Museo Reina Sofía.
Negrot murió el 11 de octubre de 2023, a los 43 años. 

## Vida personal
Negrot era abiertamente transgénero, y colaboró en el álbum There must be Justice (2022), que contenía únicamente composiciones de artistas transgénero y no binarios.Su nombre artístico se inspiró en su fascinación por los viajes y los aviones y su admiración por las voces de Toña La Negra y Olga Guillot.

## Discografía

### Álbumes de estudio

#### Como miembro de Hercules and Love Affair
- Blue Songs (2011).

#### En solitario
- Arabxilla (2011).

### EPs/sencillos

#### Como miembro de La Familia Feliz
- "La Disco" (junto a Fata Kiefer y Milton Fermat) (2004).

#### En solitario
- "All I Wanna Do" (2010).
- "Right Body Wrong Time" (2011).
- "It's Lover, Love" (2011).
- "Macuto" (2012).
- "Pisco Sauer" (2019).

### Remezclas
- "Forever More" (Aérea Negrot Remix) (con Shaun J. Wright) (2011).

### Compilaciones
- FEA Versión Dosmilcuatro (con La Familia Feliz, "La Disco") (2004).
- Watergate 05 (álbum de Ellen Allien) (con "All I Wanna Do") (2010).
- Ich Bin Ein Berliner (con "Ich Bin Dein Mädchen") (2010).
- Saturator 4xuRODZINY (con "Ich Bin Dein Mädchen") (2010).
- Werkschau (con "Deutsche Werden") (2011).
- Groove 132 / CD 41 (con "Arabxilla") (2011).
- Spex No. 99 (con "Berlin") (2011).
- There must be Justice (con "ETC. (Aérea Negrot Remix)") (2022).

### Colaboraciones
- "Sensation 9" (con Massimiliano Pagliara) (2009).
- "Leaning Over Backwards" (con tobias.) (2011).
- "Off The Rails -Electrosexual Remix" (con Billie Ray Martin) (2014).
- "My Habit" (con Aaron Hedges) (2023).